# Lepocinclis
Lepocinclis ist eine Gattung von Protisten der Euglenophyceae. Aufgrund der äußeren Ähnlichkeit mit der Augentierchen-Gattung Euglena wurden einzelne Lepocinclis-Arten früher in diese Gattung gestellt. Aktuelle Mitglieder der Gattung Lepocinclis sind nach AlgaeBase (mit Stand Mai 2021) unter anderem:
- Lepocinclis fusiformis (H. J. Carter) Lemmermann 1901
- Lepocinclis spirogyroides B. Marin & Melkonian 2003 (Syn.: Euglena spirogyra)
- Lepocinclis tripteris (Dujardin) B. Marin & Melkonian 2003 (Syn.: Euglena tripteris)

## Merkmale
Lepocinclis spirogyroides ist 45 bis 250 Mikrometer lang und 5 bis 35 Mikrometer breit. Die steifen, auf Reize durch Chemikalien oder Hitze sich aber leicht biegend reagierenden Zellen sind zigarrenförmig, leicht verdreht und abgeflacht.
Die mit 2 bis 3 Mikrometer Durchmesser kleinen Chloroplasten sind scheibenförmig, Pyrenoide fehlen. Jede Zelle weist üblicherweise zwei große Paramylon-Körner auf, eines vor und eines hinter dem Zellkern. Die Außenhaut ist mit in Reihe angeordneten Warzen versehen, die aus einem mit Eisen-Hydroxid versehenen Schleim bestehen, die Warzen sind in eisenreicher Umgebung stärker und zahlreicher ausgeprägt. Die Zellen produzieren eine dünne schleimige Umhüllung. Palmellae und Zysten sind unbekannt.

## Ökologie
Lepocinclis spirogyroides ist eine kosmopolitisch verbreitete, häufige Süßwasserart, die in Gräben, Tümpeln und Seen vorkommt.

## Nachweise
1. Modifiziert nach Allan Pentecost, Diagnostic Drawing: Euglenophyceae, Agricultural & Environmental Data Archive (AEDA), Freshwater Biological Association, 2016
2. ↑  Modifiziert nach Allan Pentecost, Diagnostic Drawing: Euglenophyceae, Agricultural & Environmental Data Archive (AEDA), Freshwater Biological Association, 2016
3. ↑  AlgaeBase: Lepocinclis Perty, 1849, nom. cons.
4. 1 2  Gordon F. Leedale, Keith Vickerman: Euglenozoa, In: John J. Lee, G. F. Leedale, P. Bradbury (Hrsg.): An Illustrated Guide to the Protozoa. Band 2. Allen, Lawrence 2000, ISBN 1-891276-23-9, S. 1142 (englisch).